# Dysoxylum pauciflorum
Dysoxylum pauciflorum är en tvåhjärtbladig växtart som beskrevs av Merrill. Dysoxylum pauciflorum ingår i släktet Dysoxylum och familjen Meliaceae. Inga underarter finns listade i Catalogue of Life.